# Deák Bálint
Deák Bálint (?) magyar gazdasági újságíró, a Világgazdaság és a Figyelő főszerkesztője.

## Életpályája
Szakmai pályafutását  1995-ben a Napi Gazdaságnál kezdte gyakornokként. 1998 és 2004 között a Magyar Távirati Iroda gazdasági főszerkesztőségében dolgozott újságíróként, majd a Világgazdaság tőzsderovatának szerkesztője lett. Ezt követően ő vezette az Origo gazdasági rovatát 2005 és 2008 között. Később a Napi Gazdaságnál először a tőzsderovat szerkesztője, majd lapszerkesztő lett. 2015. szeptember 1-jétől az akkor indult Magyar Időknél töltött be lapszerkesztői munkakört.
2016. november 8. óta a Világgazdaság című napilap főszerkesztője. Ezt az állását megtartva, 2019. március 26-tól - Lánczi Tamás utódaként - a Figyelő főszerkesztője, a Mediaworks döntése alapján.